# Music from Regions Beyond
Music from Regions Beyond es el cuarto álbum de estudio de la banda californiana Tiger Army. El disco fue lanzado el 5 de junio de 2007 mediante Hellcat Records y fue producido por Jerry Finn. A diferencia de los álbumes previos, Music from Regions Beyond no fue enumerado. El título del álbum proviene de una línea hablada en La Casa Encantada de Disneyland, en el momento de la habitación de espiritismo.
En el disco colaboraron dos miembros de AFI: en "Afterworld", Davey Havok (cantante de AFI) puso los coros. Por su parte, Jade Puget (guitarrista de AFI) realizó un remix de "Where the Moss Slowly Grows", canción disponible sólo con la descarga del álbum por iTunes. En la edición australiana y japonesa se incluyó "Lovespell", una versión en inglés de "Hechizo de Amor".
Fueron extraídos dos singles del álbum. "Forever Fades Away", lanzado en iTunes el 7 de mayo de 2007; y "Pain", cuyo sencillo salió en febrero de 2008. El disco consiguió el puesto 49 del Billboard 200 de 2007.

## Listado de canciones
1. "Prelude: Signal Return" – 1:06
2. "Hotprowl" – 2:32
3. "Afterworld" – 3:15
4. "Forever Fades Away" – 4:51
5. "Ghosts of Memory" – 3:22
6. "LunaTone" – 3:02
7. "Pain" – 3:37
8. "As the Cold Rain Falls" – 4:08
9. "Hechizo de Amor" – 4:12
10. "Spring Forward" – 3:07
11. "Where the Moss Slowly Grows" – 3:36
12. "Lovespell" (canción extra en Japón/Australia) – 4:13
13. "Where the Moss Slowly Grows (Jade Puget Remix)" (canción extra en iTunes)– 3:15

## Créditos
- Nick 13 – cantante, guitarra
- Jeff Roffredo – doble bajo
- James Meza – batería
- Greg Leisz – pedal steel guitar
- Davey Havok – coros
- Alain Whyte – coros
- Brandan Schieppati – coros
- Dan Under – coros
- Matt Wedgley – coros